# Canton de Cheval-Blanc
Le canton de Cheval-Blanc est une circonscription électorale française située dans le département de Vaucluse, en région Provence-Alpes-Côte d'Azur.

## Géographie
Situé à l'est de Cavaillon, le canton s'étend au sud-est du département et est limité par la Durance qui le sépare des Bouches-du-Rhône au sud.

## Historique
Un nouveau découpage territorial de Vaucluse entre en vigueur à l'occasion des premières élections départementales suivant le décret du 25 février 2014. Les conseillers départementaux sont, à compter de ces élections, élus au scrutin majoritaire binominal mixte. Les électeurs de chaque canton élisent au Conseil départemental, nouvelle appellation du Conseil général, deux membres de sexe différent, qui se présentent en binôme de candidats. Les conseillers départementaux sont élus pour 6 ans au scrutin binominal majoritaire à deux tours, l'accès au second tour nécessitant 12,5 % des inscrits au 1er tour. En outre la totalité des conseillers départementaux est renouvelée. Ce nouveau mode de scrutin nécessite un redécoupage des cantons dont le nombre est divisé par deux avec arrondi à l'unité impaire supérieure si ce nombre n'est pas entier impair, assorti de conditions de seuils minimaux. En Vaucluse, le nombre de cantons passe ainsi de 24 à 17.
Le canton de Cheval-Blanc est créé par ce décret. Il est formé de communes issues des anciens cantons de Cavaillon (4 communes), de Cadenet (8 communes) et de L'Isle-sur-la-Sorgue (2 communes). Avec ce redécoupage administratif, le territoire du canton s'affranchissait des limites d'arrondissements, avec 12 communes incluses dans l'arrondissement d'Apt et 2 dans l'arrondissement d'Avignon. Après les modifications des limites des arrondissements en 2017, le canton est entièrement inclus dans l'arrondissement d'Apt. Le bureau centralisateur est situé à Cheval-Blanc.

## Représentation
| Période élective | Période élective | Mandat | Mandat   | Identité          | Nuance | Nuance | Qualité                                                                                  |
| ---------------- | ---------------- | ------ | -------- | ----------------- | ------ | ------ | ---------------------------------------------------------------------------------------- |
| 2015             | 2021             | 2015   | 2021     | Suzanne Bouchet   |        | LR     | Retraitée Conseillère municipale de Puget , Vice-Présidente du conseil départemental     |
| 2015             | 2021             | 2015   | 2021     | Christian Mounier |        | DVD    | Administrateur de société Maire de Cheval-Blanc, Vice-Président du conseil départemental |
| 2021             | 2028             | 2021   | en cours | Suzanne Bouchet   |        | LR     | Conseillère sortante, Vice-Présidente du conseil départemental                           |
| 2021             | 2028             | 2021   | en cours | Christian Mounier |        | DVD    | Conseiller sortant, Vice-Président du conseil départemental                              |

### Résultats détaillés

#### Élections de mars 2015
À l'issue du 1er tour des élections départementales de 2015, trois binômes sont en ballottage : Stéphane Lemoine et Mylène Perrin (FN), avec 36,07 %, Suzanne Bouchet et Christian Mounier (DVD), avec 32,25 % et Marie-Paule Ghiglione et André Rousset (Union de la Gauche), avec 31,68 %. Le taux de participation est de 54,86 % (13 448 votants sur 24 514 inscrits) contre 54,43 % au niveau départemental et 50,17 % au niveau national.
Au second tour, Suzanne Bouchet et Christian Mounier sont élus avec 59,76 % des suffrages exprimés et un taux de participation de 56,93 % (7 679 voix pour 13 954 votants et 24 511 inscrits).

#### Élections de juin 2021
Le premier tour des élections départementales de 2021 est marqué par un très faible taux de participation (33,26 % au niveau national). Dans le canton de Cheval-Blanc, ce taux de participation est de 38,07 % (9 651 votants sur 25 353 inscrits) contre 34,94 % au niveau départemental. À l'issue de ce premier tour, deux binômes sont en ballottage : Suzanne Bouchet et Christian Mounier (DVD, 40,5 %) et Samantha Khalizoff et André Rousset (Divers, 30 %).
Le second tour des élections est marqué une nouvelle fois par une abstention massive équivalente au premier tour. Les taux de participation sont de 34,36 % au niveau national, 38,18 % dans le département et 41,22 % dans le canton de Cheval-Blanc. Suzanne Bouchet et Christian Mounier (DVD) sont élus avec 64,19 % des suffrages exprimés (6 214 voix pour 10 454 votants et 25 361 inscrits),,.

## Composition
Le canton de Cheval-Blanc est composé de 14 communes entières.
| Nom                                  | Code Insee | Intercommunalité                          | Superficie (km2) | Population (dernière pop. légale) | Densité (hab./km2) | Modifier                                    |
| ------------------------------------ | ---------- | ----------------------------------------- | ---------------- | --------------------------------- | ------------------ | ------------------------------------------- |
| Cheval-Blanc (bureau centralisateur) | 84038      | CA Luberon Monts de Vaucluse              | 58,56            | 4 340 (2022)                      | 74                 | modifier les données · modifier les données |
| Cabrières-d'Avignon                  | 84025      | CA Luberon Monts de Vaucluse              | 14,68            | 1 741 (2022)                      | 119                | modifier les données · modifier les données |
| Cadenet                              | 84026      | CC Communauté territoriale du Sud Luberon | 25,08            | 4 327 (2022)                      | 173                | modifier les données · modifier les données |
| Cucuron                              | 84042      | CC Communauté territoriale du Sud Luberon | 32,68            | 1 849 (2022)                      | 57                 | modifier les données · modifier les données |
| Lagnes                               | 84062      | CA Luberon Monts de Vaucluse              | 16,93            | 1 707 (2022)                      | 101                | modifier les données · modifier les données |
| Lauris                               | 84065      | CA Luberon Monts de Vaucluse              | 21,81            | 3 929 (2022)                      | 180                | modifier les données · modifier les données |
| Lourmarin                            | 84068      | CA Luberon Monts de Vaucluse              | 20,18            | 1 031 (2022)                      | 51                 | modifier les données · modifier les données |
| Maubec                               | 84071      | CA Luberon Monts de Vaucluse              | 9,13             | 1 915 (2022)                      | 210                | modifier les données · modifier les données |
| Mérindol                             | 84074      | CA Luberon Monts de Vaucluse              | 26,59            | 2 273 (2022)                      | 85                 | modifier les données · modifier les données |
| Puget                                | 84093      | CA Luberon Monts de Vaucluse              | 17,90            | 881 (2022)                        | 49                 | modifier les données · modifier les données |
| Puyvert                              | 84095      | CA Luberon Monts de Vaucluse              | 9,78             | 842 (2022)                        | 86                 | modifier les données · modifier les données |
| Robion                               | 84099      | CA Luberon Monts de Vaucluse              | 17,70            | 4 803 (2022)                      | 271                | modifier les données · modifier les données |
| Taillades                            | 84131      | CA Luberon Monts de Vaucluse              | 6,86             | 1 998 (2022)                      | 291                | modifier les données · modifier les données |
| Vaugines                             | 84140      | CA Luberon Monts de Vaucluse              | 15,55            | 556 (2022)                        | 36                 | modifier les données · modifier les données |
| Canton de Cheval-Blanc               | 8408       |                                           | 293,43           | 32 192 (2022)                     | 110                | modifier les données                        |

## Démographie
En 2022, le canton comptait 32 192 habitants, en évolution de +3,64 % par rapport à 2016 (Vaucluse : +1,73 %, France hors Mayotte : +2,11 %).
| 2013   | 2018   | 2022   |
| ------ | ------ | ------ |
| 30 345 | 31 389 | 32 192 |